# Raimondo Epifanio
Raimondo Epifanio (Napoli, 1440 – 1482) è stato un pittore italiano del Rinascimento.

## Biografia
Quasi nulla si sa della sua vita se non che nacque a Napoli dove studiò con Silvestro Buono. Ebbe come allievo il pittore Andrea Sabatini.